# Lichtzentrale Lichtgroßhandel
Die Lichtzentrale Lichtgroßhandel GmbH (Eigenschreibweise: LICHTZENTRALE) ist ein 1983 gegründeter Großhandel für Leuchtmittel und Lampen mit Sitz im mittelfränkischen Ansbach. Das Unternehmen gehört nach Übernahme 2004 zur Würth-Gruppe und ist mit 24 Niederlassungen und einem Vertriebsbüro bundesweit vertreten. Außerdem ist die Lichtzentrale Mitglied im Würth Elektrogroßhandel, einem Zusammenschluss von Elektrogroßhandelsunternehmen in Deutschland.

## Geschichte
1983 gründete Rudolf Thurner in Nürnberg die Lichtzentrale Thurner GmbH als Elektrogroßhandel. 2004 übernahm die Würth-Gruppe das Unternehmen. Im Rahmen einer Umstrukturierung innerhalb des Würth-Konzerns wurde das Unternehmen ab 2005 auf den ausschließlichen Vertrieb von Leuchten und Leuchtmitteln ausgerichtet. 2006 erfolgte die Umbenennung in Lichtzentrale Lichtgroßhandel GmbH und der Firmensitz wurde von Nürnberg nach Ansbach verlegt. 2011 wurde dann die Abteilung "Lichtplanung Architektur" aufgebaut. Ein Jahr darauf wurden erneut zwei neue Niederlassungen eröffnet, diesmal in Rosenheim und in Schweinfurt.
2015 wurde die Lichtzentrale Akademie für Aus- und Weiterbildungen gegründet und im darauffolgenden Jahr die Erweiterung des Zentrallagers in Reinsdorf / Zwickau fertiggestellt. 2022 erwirtschaftete das Unternehmen einen Umsatz von über 170 Millionen Euro. Aktuell hat die Lichtzentrale 24 Niederlassungen und ein Vertriebsbüro.

## Produkte
Das Unternehmen ist spezialisiert auf den Vertrieb von technischer Beleuchtung und allgemeiner Wohnraumbeleuchtung sowie Designleuchten, Leuchtmittel und Leuchten-Zubehör. Ergänzend dazu werden Lichtbedarfsberechnungen, Energiemanagement und Lichtplanungen als Dienstleistung angeboten. Die Lichtzentrale erwirtschaftet ca. 90 % ihres Umsatzes aus dem Objektgeschäft.

## Vertriebsnetz
Die Lichtzentrale besitzt ein Vertriebsnetz in ganz Deutschland, welches im südlichen Teil Deutschlands stärker ausgebaut ist, und aus insgesamt 24 Niederlassungen und einem Vertriebsbüro besteht.